# Championnat des Bermudes de football 2011-2012
Navigation
Saison précédente Saison suivante
La saison 2011-2012 du Championnat des Bermudes de football est la quarante-neuvième édition de la Premier Division, le championnat de première division aux Bermudes. Les dix formations de l'élite sont réunies au sein d'une poule unique où elles s'affrontent deux fois au cours de la saison. À l'issue du championnat, les deux derniers du classement sont relégués et remplacés par les deux meilleurs clubs de First Division.
C'est le club de Dandy Town Hornets qui remporte la compétition cette saison après avoir terminé en tête du classement final, avec deux points d'avance sur le tenant du titre, North Village Community Club et trois sur les Devonshire Cougars. Il s’agit du sixième titre de champion des Bermudes de l'histoire du club, qui réalise même le doublé en s'imposant face à North Village en finale de la Coupe des Bermudes.

## Les clubs participants
- Boulevard Blazers
- Dandy Town Hornets
- North Village Community Club
- Devonshire Cougars
- PHC Zebras
- Southampton Rangers
- Somerset Cricket Club Trojans - Promu de First Division
- Robin Hood FC - Promu de First Division
- St David's Warriors
- St George's Colts

## Compétition
Le barème de points servant à établir le classement se décompose ainsi :
- Victoire : 3 points
- Match nul : 1 point
- Défaite : 0 point

### Classement
| Rang | Équipe                         | Pts | J  | G  | N | P  | Bp | Bc | Diff |
| ---- | ------------------------------ | --- | -- | -- | - | -- | -- | -- | ---- |
| 1    | Dandy Town HornetsC            | 40  | 18 | 13 | 1 | 4  | 49 | 26 | +23  |
| 2    | North Village Community ClubT  | 38  | 18 | 12 | 2 | 4  | 55 | 28 | +27  |
| 3    | Devonshire Cougars             | 37  | 18 | 12 | 1 | 5  | 35 | 25 | +10  |
| 4    | PHC Zebras                     | 32  | 18 | 10 | 2 | 6  | 43 | 28 | +15  |
| 5    | St George's Colts              | 29  | 18 | 9  | 2 | 7  | 38 | 35 | +3   |
| 6    | Somerset Cricket Club TrojansP | 29  | 18 | 9  | 2 | 7  | 43 | 42 | +1   |
| 7    | Robin Hood FCP                 | 20  | 18 | 6  | 2 | 10 | 22 | 29 | -7   |
| 8    | Southampton Rangers            | 12  | 18 | 2  | 6 | 10 | 20 | 41 | -21  |
| 9    | Boulevard Blazers              | 12  | 18 | 3  | 3 | 12 | 20 | 48 | -28  |
| 10   | St David's Warriors            | 8   | 18 | 1  | 5 | 12 | 18 | 41 | -23  |

|  | Champion des Bermudes 2011-2012                                                        |
|  | Relégation en First Division                                                           |
|  | T : Tenant du titre C : Vainqueur de la Coupe des Bermudes P : Promu de First Division |

## Bilan de la saison
| Championnat des Bermudes de football 2011-2012 |                               |
| Champion                                       | Dandy Town Hornets (6e titre) |
| Coupes et trophées                             |                               |
| Vainqueur de la Coupe des Bermudes 2011-2012   | Dandy Town Hornets            |
| Qualifications continentales                   |                               |
| CFU Club Championship 2013                     | Aucun                         |
| Promotions et relégations                      |                               |
| Promus en Premier Division                     | Wolves SC                     |
| Promus en Premier Division                     | Flanagan's Onions FC          |
| Relégués en First Division                     | Boulevard Blazers             |
| Relégués en First Division                     | St David's Warriors           |